# Raecius aculeatus
Espèce
Raecius aculeatus est une espèce d'araignées aranéomorphes de la famille des Udubidae.

## Distribution
Cette espèce est endémique de République démocratique du Congo.

## Publication originale
- Dahl, 1901 : Über den Wert des Cribellums und Calamistrums für das System der Spinnen und eine Uebersicht der Zoropsiden. Sitzungsberichte der Gesellschaft Naturforschender Freunde zu Berlin, vol. 1901, p. 177-199 (texte intégral).